# Port cérémonial de Benoît XVI

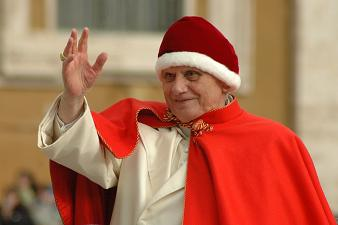
Le pape Benoît XVI portant le camauro en 2005.

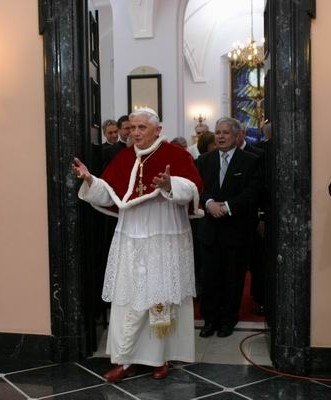
Le pape Benoit XVI portant la mozette d'hiver et les mules papales lors de son voyage apostolique en Pologne.

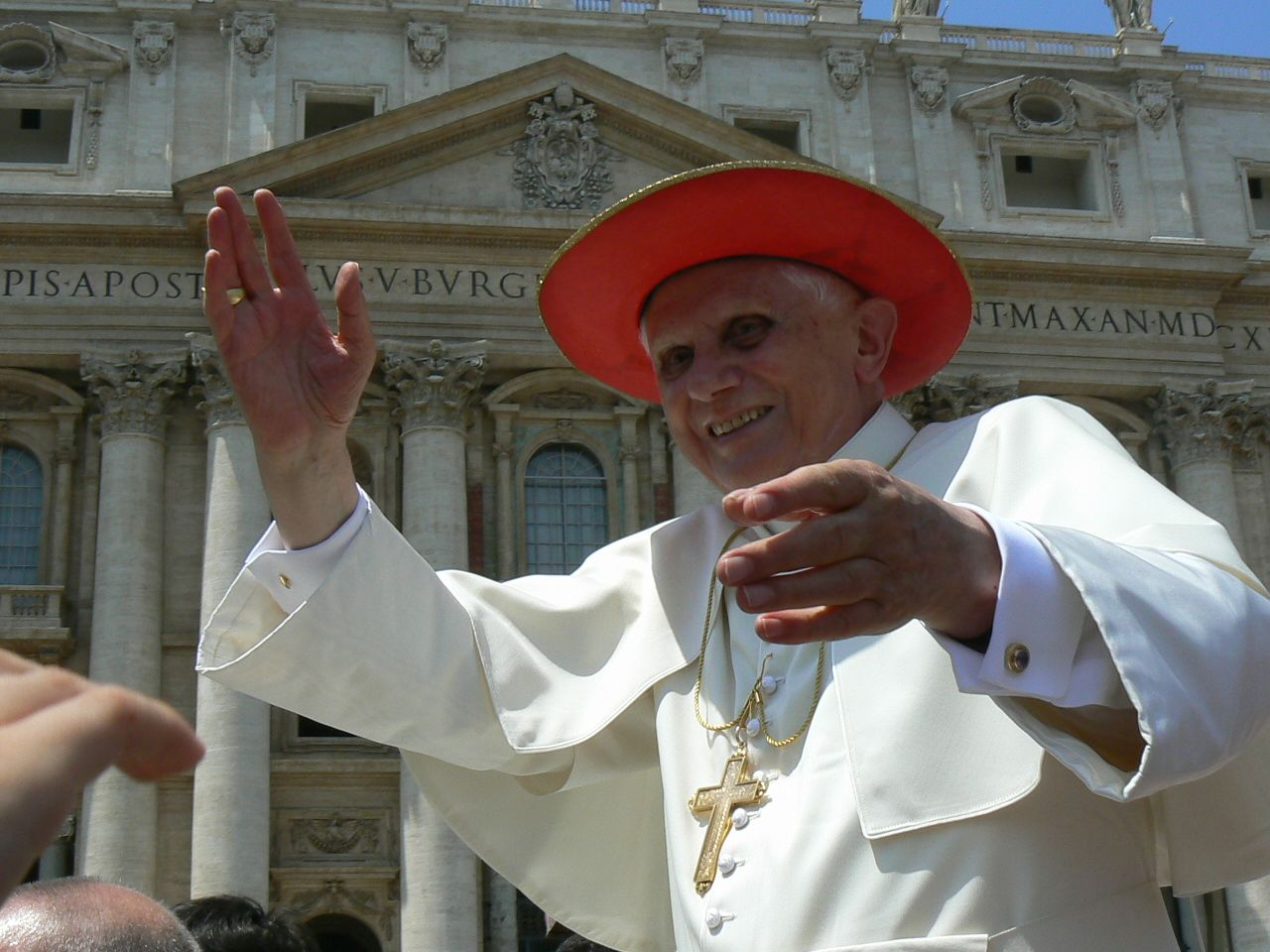
Le pape Benoit XVI portant le saturno papal en 2007.

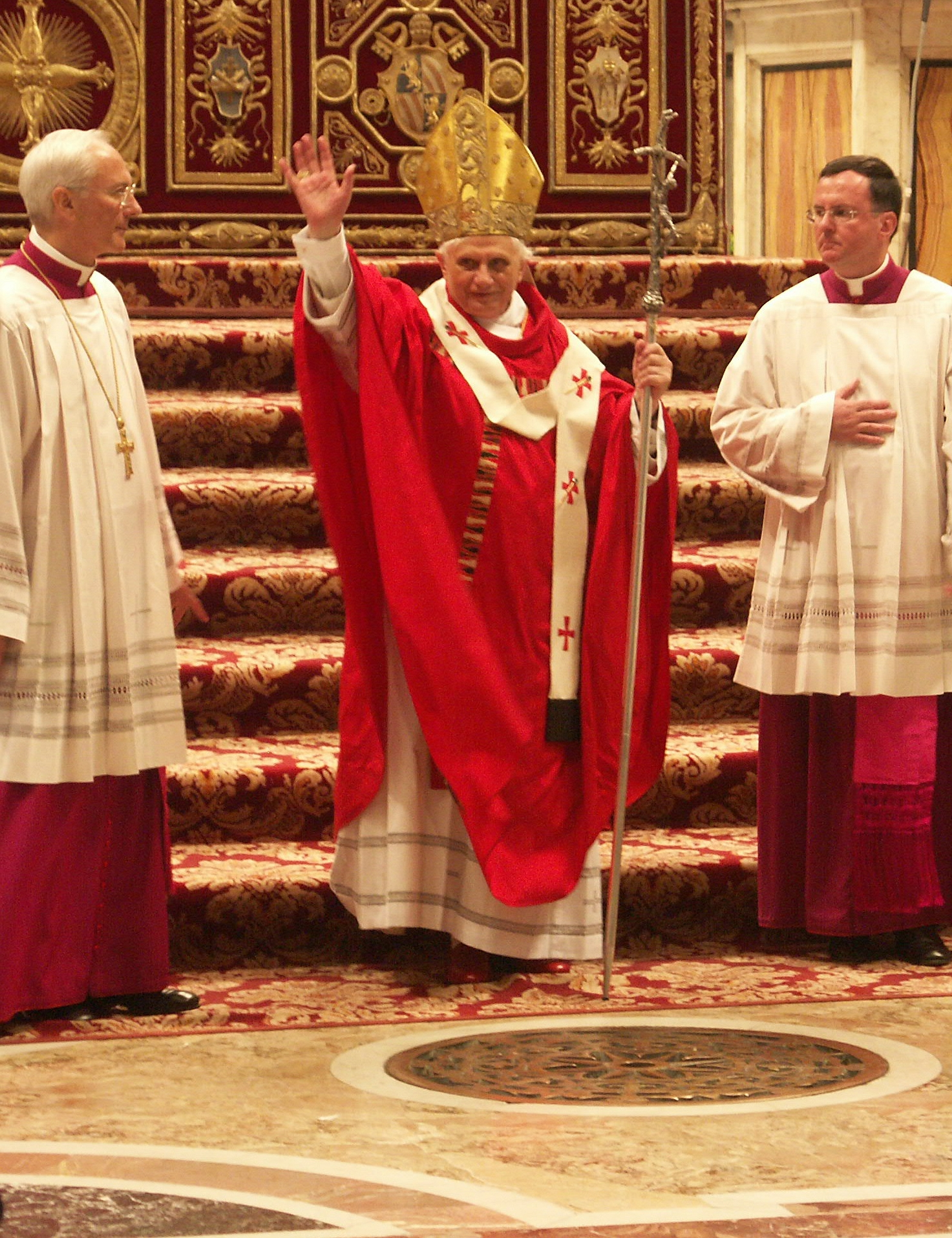
Le pape Benoit XVI portant en 2006 le pallium papal à pan large, en vigueur durant l'Antiquité chrétienne.

Le port cérémonial de Benoît XVI s'est vu marqué par la réintroduction de plusieurs vêtements pontificaux tombés en désuétude dans le but, notamment, de souligner la continuité de la papauté et de l'Église.

## Vêtements réintroduits

### Mules papales
Le pape Benoît XVI réintroduit l'utilisation des mules papales traditionnelles, qui n'avaient pas été utilisées depuis le début du pontificat du pape Jean-Paul II. Elles sont alors fabriquées à Novara par son cordonnier personnel, Adriano Stefanelli. Elles sont rouge vif, couleur symbolisant le sang des martyrs.

### Camauro
Le 21 décembre 2005, Benoit XVI porte le camauro, chapeau papal rouge traditionnel, porté, généralement en hiver, par les papes du XVIIe siècle. Il n'avait pas été utilisé depuis le pontificat du pape Jean XXIII.

### Saturno
Le 6 septembre 2006, le pape Benoit XVI porte le Cappello romano, également appelé "saturno", un chapeau à large bord, en soie rouge et aux broderies en fil d'or ; rarement utilisé par Jean-Paul II, il a été plus largement porté par ses prédécesseurs.

### Mozette
Le 24 mars 2006, lors du premier consistoire ordinaire et public de son pontificat, ayant lieu à l'occasion de la création de quinze nouveaux cardinaux, le pape Benoit XVI porte la mozette rouge bordée d’hermine sous l'étole rouge traditionnelle, brodée de fil doré. Le pape rétablit également l'utilisation des trois formes de la mozette papale. Alors que la mozette papale en satin rouge avait été portée par Jean-Paul II, Benoît XVI fait également usage de la mozette papale d'hiver, donc de velours rouge orné d'hermine, et de la mozette pascale, de soie de damas blanc garni d'hermine, portée uniquement pendant le temps pascal. Leurs précédentes utilisations avaient eu lieu sous le pontificat du pape Paul VI. 

### Pallium
Lors de son discours de la Solennité des Saints Pierre et Paul, le 29 juin 2008, le pape Benoît XVI parle longuement de la signification du pallium. Il porte alors une ancienne version de cet ornement liturgique, utilisée par les papes du premier millénaire. Benoît XVI reviendra plus tard à une forme similaire à celle portée par ses récents prédécesseurs, mais dans une grande coupe, avec des croix rouges, la différenciant ainsi du pallium portés par les métropolites.

### Fanon
Le 21 octobre 2012, lors d'une messe de canonisation, le pape Benoît XVI porte le fanon papal et lors d'autres grands événements liturgiques pontificaux. Cette pièce du vêtement liturgique, d'utilisation courante jusqu'au début du pontificat de Paul VI, a été portée à certaines occasions par le Pape Jean-Paul II.

### Tiare
Durant son pontificat, Benoît XVI n'a pas porté la tiare papale ; comme ses deux prédécesseurs immédiats, Benoît a choisi de ne pas être couronné de la couronne des souverains pontifes lors de sa messe d’inauguration et il ne l’a pas portée par la suite. Le journal français Point de Vue a affirmé qu'il aurait souhaité être couronné et qu'il en avait été empêché par le personnel du Vatican, notamment le maître des cérémonies pontificales Piero Marini. Cela reste une simple rumeur. Benoît XVI est allé plus loin que ses prédécesseurs en retirant la tiare pontificale de son blason et en utilisant une mitre (rappel de la dimension épiscopale originale de la papauté) à la place. Après l'angélus du 10 octobre 2010, est apparu sur la bannière déployée pour les apparitions publiques du pape, comportant le blason papal, une autre version des armoiries comportant la tiare. Les deux versions furent alternativement utilisées jusqu'à la fin du pontificat - avec un usage plus fréquent de la première. D'autres vêtements pontificaux traditionnels restèrent également inutilisés, comme les gants pontificaux et les pantoufles papales. 
À noter qu'en mai 2011, le pape Benoit XVI a reçu une tiare papale offerte à titre privée par un groupe de catholiques et d’orthodoxes alors qu'il recevait des délégations après l'audience qu'il venait de donner, place Saint-Pierre. Cette tiare, réalisée par des orthodoxes bulgares, est offerte par l’homme d’affaires et collectionneur allemand Dieter Philippi. Bien qu'il l'ait reçue avec bienveillance et l'ait acceptée publiquement, le pape ne l'a jamais portée.

## Réception
Charlotte Allen décrit Benoît comme « le pape de l'esthétique » ; « il a rappelé à un monde de plus en plus laid et dégradé que le beau existe : il est incarné dans une sonate, un retable, une chape brodée ou la coupe d'une soutane, et cette beauté terrestre nous communique finalement une beauté au-delà des choses terrestres . »
Franco Zeffirelli, le célèbre réalisateur italien de nombreuses productions somptueuses, a critiqué le port cérémonial du pontife, le qualifiant de « trop voyant ». Il a dit que « ce n'est pas une période faste pour l'Église » Zeffirelli pense que les vêtements de Benoît XVI sont « trop somptueux » et font paraître le pape froid et éloigné des fidèles comme du monde. Le Vatican a expliqué que Benoît XVI avait utilisé des vêtements traditionnels anciens et utilisés par ses prédécesseurs indirects lors de ses vœux de Noël Urbi et Orbi en soulignant « la nécessité de souligner la continuité de la célébration liturgique d'aujourd'hui avec celle qui a caractérisé la vie de l'église dans le passé. ». Le liturgiste du pape a lié l'utilisation de vêtements traditionnels à ceux d'anciens papes dans des documents papaux, où « un pape émule les pontifes qui l'ont précédé afin d'indiquer la continuité du magistère de l'Église ».
En août 2008, l'Association italienne pour la défense des animaux et de l'environnement a appelé le pape Benoît XVI à cesser de porter des accessoires tels que le camauro garni d'hermine et la mozetta, dont il avait ravivé l'usage. Le groupe a évoqué le célèbre amour du souverain pontife pour les chats et a lancé une pétition en ligne dans le but de convaincre Benoît XVI d'utiliser plutôt des matières synthétiques ,.